# Вілла-дель-Боско
Вілла-дель-Боско (італ. Villa del Bosco, п'єм. Vila dël Bòsch) — муніципалітет в Італії, у регіоні П'ємонт,  провінція Б'єлла.
Вілла-дель-Боско розташована на відстані близько 540 км на північний захід від Рима, 80 км на північний схід від Турина, 22 км на схід від Б'єлли.
Населення — 371 особа (2014).

## Демографія
Населення за роками:

Станом на 1 січня 2023 року в муніципалітеті офіційно проживало 10 іноземців з 4 країн, серед них 4 громадяни країн Євросоюзу.

## Сусідні муніципалітети
- Курино
- Лоццоло
- Роазіо
- Состеньйо